# Nagy Géza (lelkész, 1929–2014)
Nagy Géza András Levente (Nyárádszentbenedek, 1929. december 13. – Marosvásárhely, 2014. október 30.) református lelkész.

## Tanulmányok
A Kolozsvári Református Kollégiumba járt elemitől az érettségiig (1948). majd beiratkozott a Kolozsvári Bolyai Tudományegyetem Pedagógia-Lélektan szakára. 1949-ben letartóztatták. A börtönből való szabadulása után, 1953 februárjában beiratkozott a Kolozsvári Protestáns Teológiai Intézetbe, amelyet 1956-ban végzett el.

## Életút
1949. dec. 17-én  a Securitate letartóztatta, mert részt vett egy titkos antikommunista ifjúsági szervezetben. Ez a csoport 17 kolozsvári és magyarvistai  munkás, földműves és értelmiségi magyar fiatalból állott, azzal a célkitűzéssel, hogy bármikor készek legyenek fegyveres ellenállásra és szabotázs- illetve partizánakciókra. A Kolozsvári Katonai Törvényszék 3 év nehéz börtönre. ("temniţă grea") ítélte. Kolozsváron, Pitesti-en és Szamosújváron raboskodott, összesen 3 évet és 2 hónapot, majd 1 évig nem hagyhatta el Kolozsvárt. ("D. O.")
1951-ben átélte a világviszonylatban  is példátlan, testi - lelki  kínzás és megtörés módszerével alkalmazott, önfeltáró leleplezésen (demascarea) alapuló úgynevezett "átnevelést", amelyet a korábban megkínzott és átnevelt rabok végeztek ugyancsak rabokon azzal a céllal, hogy majd ezekből a megkínzottakból is kínzók legyenek. Ezt a módszert, amellyel a román kommunista hatalom  a legveszedelmesebb ellenségét, az ellenálló ifjúságot önnön keze által  akarta megsemmisíteni, „Ha túlélted hallgass” c. könyvében írta le. A szervezkedésről dokumentumfilm készült „Az átnevelés poklában” címmel.
A börtönből való szabadulása után elvégezte a teológiát. Segédlelkésznek a Kolozsvár Magyar-utcai Egyházközségbe nevezték ki. 1958 és 1959 között parókus lelkész volt a Marosi Egyházmegyéhez tartozó Ikland-Székelykál egyházközségben. Innen választották meg pályázat útján Sáromberkére (Maros megye). 1979-ben meghívták és szabályosan megválasztották a Kolozsvár Monostori-úti egyházközség lelkészének, de az akkori felettes egyházi és világi hatóságok megakadályozták az állás elfoglalását. Sáromberkén 41 évet szolgált. A kommunizmus évtizedei alatt a falu közösségének lelki, szellemi vezetője volt, kitartásra, helyben maradásra buzdította a híveket. Az ifjúság nevelésére különös gondot fordított, a parókián rendszeres vallás- és énektanítás folyt, közadakozásból Ifjúsági kulturális központot hozott létre. Volt egyházmegyei főjegyző és évtizedekig gondozta a Teleki Sámuel kancellár és az Afrika-kutató Teleki Samu földi maradványait is őrző sáromberki Teleki-kriptát. 2000-ben vonult nyugállományba .

## Könyv
- Ha túlélted, hallgass Polis kiadó, Kolozsvár, 2004.